# Cédric Carrasso
Cédric Carrasso (ur. 30 grudnia 1981 w Awinionie) – francuski piłkarz występujący na pozycji bramkarza.

## Kariera klubowa
Jest wychowankiem zespołu Olympique Marsylia, do którego trafił w wieku 13 lat. W sezonie 2001/2002 wypożyczony do angielskiego Crystal Palace FC, gdzie wystąpił w jednym spotkaniu. W sezonie 2002/2003 zaliczył debiut w Ligue 1 w barwach Olympique Marsylia i łącznie zagrał w dwóch meczach. W sezonie 2004/2005 był wypożyczony do EA Guingamp, dla którego zanotował 35 występów. W sezonie 2006/2007 Carrasso był pierwszym bramkarzem Olympique Marsylia, z którym zdobył wicemistrzostwo kraju. Latem 2007 roku doznał kontuzji i jego miejsce w bramce zajął Steve Mandanda. Przed sezonem 2008/2009 Francuz przeszedł do Tuluzy, a latem 2009 roku został graczem Girondins Bordeaux, z którym podpisał czteroletni kontrakt. W 2013 roku zdobył z Żyrondystami Puchar Francji. Po 8 latach gry dla ekipy z Bordeaux, został zawodnikiem tureckiego Galatasaray. Po rozegraniu zaledwie jednego spotkania dla Galaty, w 2018 roku zakończył karierę piłkarską.
| Sezon   | Klub                       | Kraj    | Rozgrywki    | Mecze | Bramki | Rozgrywki Europy   | Mecze | Bramki |
| ------- | -------------------------- | ------- | ------------ | ----- | ------ | ------------------ | ----- | ------ |
| 2000/01 | Olympique Marsylia         | Francja | Division 1   | 0     | 0      | –                  | –     | –      |
| 2001/02 | Crystal Palace F.C. (wyp.) | Anglia  | Division One | 1     | 0      | –                  | –     | –      |
| 2002/03 | Olympique Marsylia         | Francja | Ligue 1      | 2     | 0      | –                  | –     | –      |
| 2003/04 | Olympique Marsylia         | Francja | Ligue 1      | 0     | 0      | –                  | –     | –      |
| 2004/05 | EA Guingamp (wyp.)         | Francja | Ligue 2      | 26    | 0      | –                  | –     | –      |
| 2005/06 | Olympique Marsylia         | Francja | Ligue 1      | 15    | 0      | Liga Europy UEFA   | 9     | 0      |
| 2006/07 | Olympique Marsylia         | Francja | Ligue 1      | 38    | 0      | Liga Europy UEFA   | 5     | 0      |
| 2007/08 | Olympique Marsylia         | Francja | Ligue 1      | 4     | 0      | –                  | –     | –      |
| 2008/09 | Toulouse FC                | Francja | Ligue 1      | 37    | 0      | –                  | –     | –      |
| 2009/10 | Girondins Bordeaux         | Francja | Ligue 1      | 29    | 0      | Liga Mistrzów UEFA | 9     | 0      |
| 2010/11 | Girondins Bordeaux         | Francja | Ligue 1      | 35    | 0      | –                  | –     | –      |
| 2011/12 | Girondins Bordeaux         | Francja | Ligue 1      | 37    | 0      | –                  | –     | –      |
| 2012/13 | Girondins Bordeaux         | Francja | Ligue 1      | 38    | 0      | Liga Europy UEFA   | 10    | 0      |
| 2013/14 | Girondins Bordeaux         | Francja | Ligue 1      | 35    | 0      | Liga Europy UEFA   | 4     | 0      |
| 2014/15 | Girondins Bordeaux         | Francja | Ligue 1      | 17    | 0      | –                  | –     | –      |
| 2015/16 | Girondins Bordeaux         | Francja | Ligue 1      | 20    | 0      | Liga Europy UEFA   | 7     | 0      |
| 2016/17 | Girondins Bordeaux         | Francja | Ligue 1      | 24    | 0      | –                  | –     | –      |
| 2017/18 | Galatasaray SK             | Turcja  | Süper Lig    | 1     | 0      | –                  | –     | –      |

## Kariera reprezentacyjna
Carrasso dostał powołanie do kadry reprezentacji Francji na rozegrane 11 lutego 2009 roku towarzyskie spotkanie z Argentyną, jednak nie udało mu się w nim zadebiutować. Został powołany przez Raymonda Domenecha, jako trzeci bramkarz, do kadry na mistrzostwa świata 2010. W dorosłej reprezentacji zadebiutował 9 czerwca 2011 w sparingu z Polską (1:0).
Jego młodszy brat Johann także jest bramkarzem, występuje w FC Metz.